# Mel·lífer escarlata

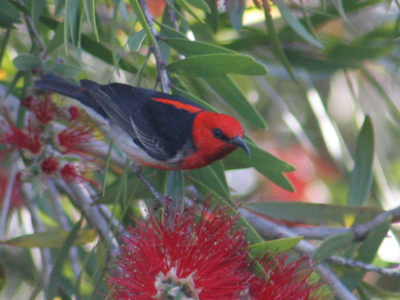
Mascle

El mel·lífer escarlata (Myzomela sanguinolenta) és un ocell omnívora d'uns 11 cm de longitud de la família Meliphagidae pròpia del nord d'Austràlia, Indonèsia (en Cèlebes i les Moluques) i Nova Caledònia. Els mascles presenten un plomatge de color negre i vermell, mentre les femelles són de color marró clar.